# Chloridverfahren

Produktion des Titan(IV)-oxid nach Verfahren (Chloridverfahren oder Sulfatverfahren), mit Unterscheidung der chinesischen Produktion

Beim Chlorid-Verfahren wird Rutil oder TiO2-Schlacke bei 800–1200 °C mit Koks und Chlor zu Titantetrachlorid umgesetzt. Nach Reinigung durch Destillation wird TiCl4-Dampf mit Sauerstoff zu Titandioxid und Chlorgas verbrannt (1000–1400 °C):
{\displaystyle \mathrm {TiO_{2}+2\ C+2\ Cl_{2}\rightarrow TiCl_{4}+2\ CO} }
{\displaystyle \mathrm {TiCl_{4}+O_{2}\rightarrow TiO_{2}+2\ Cl_{2}} }
Titantetrachlorid wird auch bei der Titanherstellung verwendet.
Siehe auch: Kroll-Prozess